# Kuźnia Gier

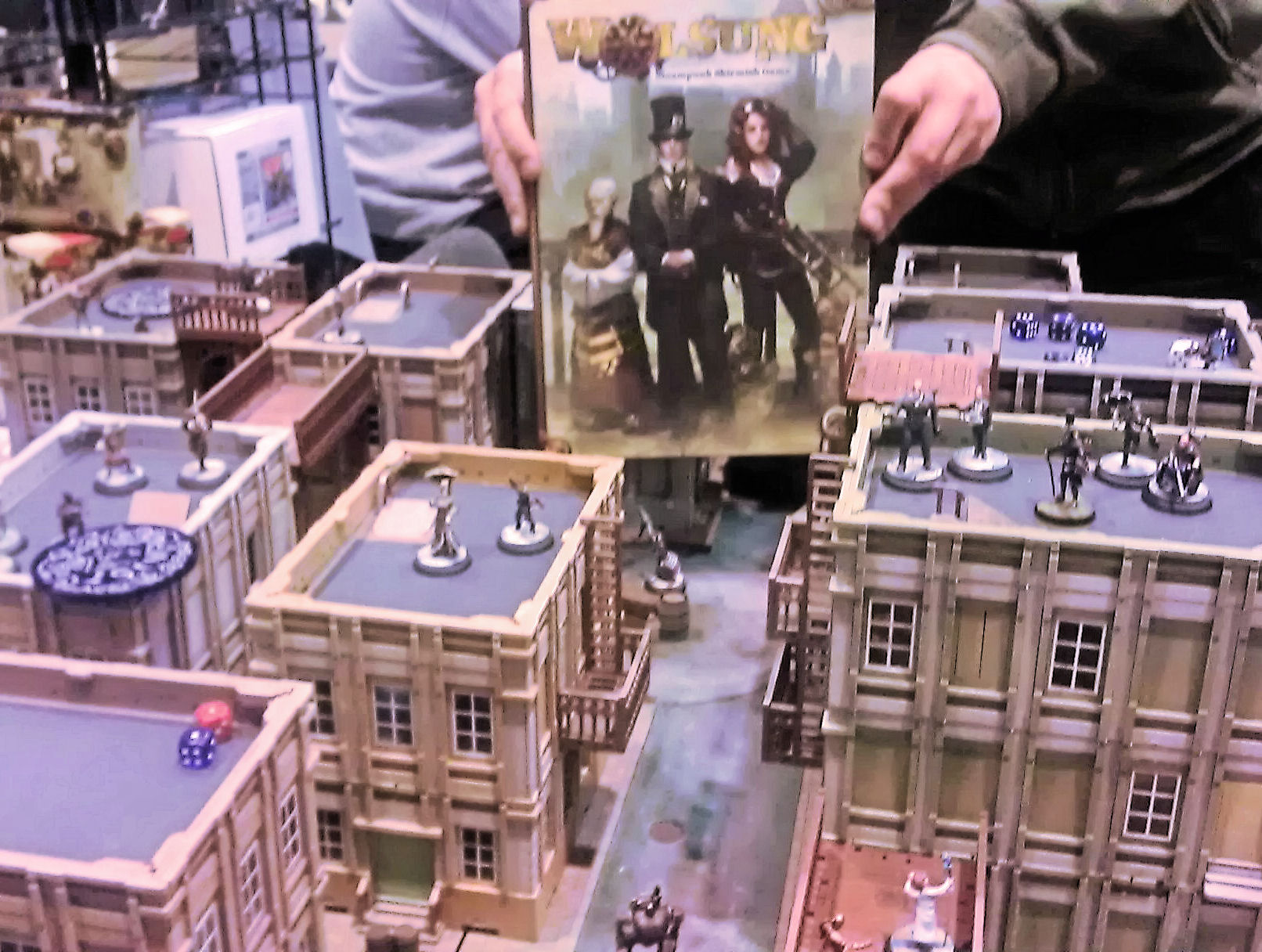
Makieta z figurkami na tle podręcznika głównego gry Wolsung: Steampunk Skirmish Game, Pyrkon 2013

Kuźnia Gier – krakowskie wydawnictwo specjalizujące się w grach karcianych, planszowych i RPG. Założone w 2004 roku przez Michała ‘Puszona’ Stachyrę i Macieja ‘sqvę’ Zasowskiego.
W 2010 wyróżnione nagrodą Śląskiego Klubu Fantastyki – Śląkfą w kategorii Wydawca Roku 2009.
Od 2009 roku Kuźnia Gier jest wydawcą fabularnego systemu „Wolsung: Magia Wieku Pary” (cały projekt Wolsung to oprócz wciąż rozwijanej gry RPG również szereg gadżetów, figurki kolekcjonerskie i gra planszowa) oraz jedynej polskiej karcianej gry kolekcjonerskiej Veto. W tymże roku wydała dodatek: „Ogniem i Mieczem”, zaś w 2010 „Do Szabel” (podstawa sezonu Warchoły i Pijanice) oraz dwuosobowy zamknięty zestaw kart „Veto Konfrontacja”. Rok 2011 przyniósł dodatki „Rębajłowie” i „Krwi”, a na wiosnę 2012 ukazały się zestawy startowe nowego sezonu pod tytułem Szpiedzy i Dyplomaci oraz dodatek „W niewoli”. Kolejne rozszerzenie sezonu, „Spiskowcy”, miało premierę w październiku 2012 r. Sezon został zamknięty dodatkiem „Królobójstwo” w roku 2013. W tym samym roku wyszedł także nowy sezon ze swoimi starterami – Cmentarzysko oraz dodatek do niego w 2014. r – Danse Macabre.
W 2012 roku gra fabularna „Wolsung” ukazała się po angielsku nakładem wydawnictwa Studio 2 Publishing pod tytułem „Wolsung: Steam Pulp Fantasy”.
Ponadto Kuźnia Gier opracowała grę karcianą Troja (wydaną przez KGK), Polowanie na trolla (Magazyn Gry Planszowe) oraz trzy gry dla dzieci wydane w niewielkim nakładzie na rynek niemiecki – Foomino, Wir bauen uns, Der Zug. Dziełem Kuźni Gier jest również m.in. prosta gra karciana sprzedawana z każdym pudełkiem edycji kolekcjonerskiej gry komputerowej Wiedźmin, a także duża, samodzielna i pełnoprawna Przygodowa Gra Karciana „Wiedźmin” i druga, poprawiona edycja znanej gry „Piraci – Córka Gubernatora”, wcześniej wydanej przez wyd. Imperium. W roku 2011 wydawnictwo z powodzeniem wzięło udział w targach gier w Essen, gdzie zaprezentowało dwie nowości: „Alcatraz: The Scapegoat” (zagraniczne edycje nakładem firm: Z-Man Games wraz z Filosofia Games, Cranio Creations wraz Heidelberger Spieleverlag, Mosigra, Ideal Board Games oraz edycja wydana w wersji Cranio Creations wraz z Kuźnia Gier) oraz „Top-A-top” (gra zdobyła tytuł Gry Roku w kategorii gier rodzinnych w Rumunii w roku 2011 oraz ukazała się w dystrybucji Ideal Board Games w tym kraju). W grudniu tego samego roku firma wyprodukowała też dwie gry na zlecenie: „Proces Legislacyjny” dla Kancelarii Senatu oraz „Magiczną Warkę” na zlecenie Lokalnej Grupy Działania Warka, a dofinansowaną ze środków Ministerstwa Kultury i Dziedzictwa Narodowego. W kolejnych latach klientami Kuźni Gier był m.in. takie firmy, jak PGNiG TERMIKA SA, Wydawnictwo SQN, Urząd Miasta st. Warszawy, Miasto i Gmina Jarocin, Grupa ANG, czy Centrum Myśli Jana Pawła II.
W czerwcu 2013 roku wydawnictwo uległo podziałowi na dwie firmy: Maciej Zasowski FHU MONTY, Wydawnictwo Kuźnia Gier z prawami do linii wydawniczej Veto oraz Kuźnia Gier Michał Stachyra z prawami do linii wydawniczej Wolsung oraz marki Gry Na Zamówienie. Kuźnia Gier Michał Stachyra jest także właścicielem marki „Fajne RPG” – inicjatywy powstałej we współpracy z wydawnictwami Gramel i Gindie pod którą ukazują się gry fabularne z serii Savage Worlds, Wolsung, Adventurers oraz gry niezależne takie jak Dogs in the Vineyard.
W 2014 roku FHU Monty Wydawnictwo Kuźnia Gier zakończyło swoją działalność. Linia wydawnicza Veto została przejęta przez Fabrykę Gier Historycznych.
W marcu 2014 wydawnictwo Kuźnia Gier Michał Stachyra zapowiedziało reaktywację czasopisma Magia i Miecz we współpracy z platformą finansowania społecznościowego Wspieram.to w ramach inicjatywy Fajne RPG. Projekt został zakończony sukcesem i był pierwszą tego typu zbiórką w Polsce.
W czerwcu 2014 roku wydawnictwo Kuźnia Gier przeszło proces przekształcenia, którego wynikiem jest oficjalne rozszczepienie działalności Kuźni Gier na następujące marki istniejące w ramach jednej firmy:

1. Gry Na Zamówienie oraz jego wersje obcojęzyczne

2. FajneRPG

3. Wydawnictwo Van Der Book

Każda z marek specjalizuje się w innym segmencie rynku gier i wydawnictw w Polsce.
Pod marką własną rozwijane są kompleksowe usługi doradcze oraz produkcyjne w zakresie związanym z szeroko rozumianymi grami (z wyłączeniem technologii cyfrowych). Firma jest producentem gier planszowych oraz karcianych i dostawcą nietypowych elementów do nich.
W 2015 Kuźnia Gier wydała grę fabularną Szare Szeregi i zapowiedziała wydanie polskiej edycji Pieśń Lodu i Ognia: Gra o Tron RPG

## Wydane gry

### Gry fabularne
- Wolsung: Magia Wieku Pary
  - Operacja Wotan (dodatek)
  - Lyonesse: Miasto, Mgła, Maszyna (dodatek)
  - Przydatnik (dodatek)
  - W pustyni i w puszczy (dodatek)
  - Almanach Nadzwyczajny (dodatek)
  - Slawia: Rzeczpospolita Przeklęta (dodatek)
  - Przygodnik Ilustrowany (dodatek)
- Savage Worlds
  - Dzień sądu (dodatek)
  - Bestie i Barbarzyńcy (dodatek)
  - SW: Superbohaterowie (dodatek)
  - Światotworzenie (dodatek)
- Adventurers
  - Starter
  - Wersja rozszerzona
  - Nowe światy
- The Shadow of the Yesterday
- S/lay w/me

### Gry planszowe i karciane
- Troja (październik 2004)
- Bohaterowie labiryntu (luty 2005)
- Labirynt Czarnoksiężnika (luty 2005)
- Wiochmen Rejser (maj 2005)
- Foomino (styczeń 2006)
- Pociąg (styczeń 2006)
- Na sygnale (czerwiec 2006)
- Inwigilacja (kwiecień 2007)
- Wiedźmin: Przygodowa Gra Karciana (wrzesień 2007, potem także wersja angielska i hiszpańska)
- Wiochmen 2 (grudzień 2007)
- Wypas (gra) (grudzień 2007)
- Mozaika (gra) (lipiec 2008)
- Rice Wars (lipiec 2008)
- Inwigilacja luksusowa (wrzesień 2008)
- polska edycja gry Munchkin
- Wolsung: The Boardgame (październik 2008)
- Kung Fu (lipiec 2009)
- SGK Veto! 2ed
- Kingpin (październik 2009, później dodatek Kartel)
- Kapitan Bomba (grudzień 2009)
- Grunwald: Walka 600-lecia (lipiec 2010)
- Spacer po Żyrardowie (wrzesień 2010)
- Pirates 2 ed. Córka Gubernatora / Governor’s Daughter (październik 2010)
- Arena Albionu (luty 2011)
- Wiochmen Wesele (maj 2011)
- Alcatraz: the Scapegoat (październik 2011, potem wersje: niemiecko – włoska, rosyjska, angielsko – francuska, hiszpańsko – polska, niemiecka, rumuńska)
- Top-A-Top (październik 2011)
- Proces Legislacyjny (grudzień 2011)
- Magiczna Warka (grudzień 2011)
- Ryzykanci – koleje fortuny (sierpień 2012)
- Tajemnice Krainy Ducha Gór (2012)
- 1984: Animal Farm (październik 2012)
- Alcatraz: Maximum Security (październik 2012)
- Top-A-Top Plus (październik 2012)
- Pioniersi (luty 2013)
- Nasze Kalety (lipiec 2013)
- AkTYwuj Warszawę (grudzień 2013)
- Zgrany Jarocin (grudzień 2013)
- Ta Ziemia (kwiecień 2014)
- Na Gruzińskim Szlaku (sierpień 2014)
- Kogeneracja (sierpień 2014)